# Georgi Nadschakow

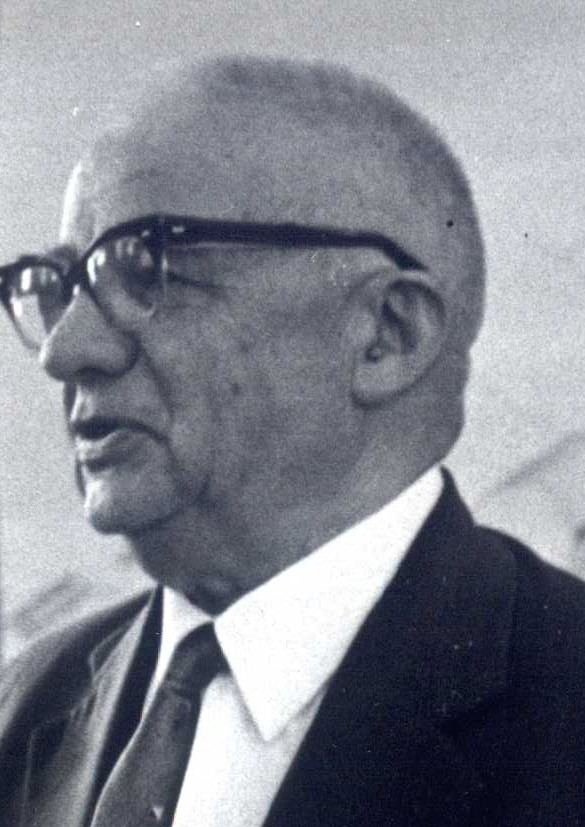
Georgi Nadschakow

Georgi Stefanow Nadschakow (bulgarisch Георги Стефанов Наджаков, * 26. Dezember 1896 in Dupniza; † 24. Februar 1981 in Sofia) war ein bulgarischer Physiker.

## Leben
Nadschakow studierte Physik und Mathematik in Sofia. In den Jahren 1925/26 vertiefte er seine Studien in Paris. Ab 1937 war er an der Universität Sofia als Professor tätig. 1945 wurde er Mitglied der Bulgarischen Akademie der Wissenschaften und 1950 des Weltfriedensrates. Ebenfalls im Jahr 1950 übernahm er den Vorsitz des Bulgarischen Nationalkomitees für die Verteidigung des Friedens. 1956 wurde er Mitglied des wissenschaftlichen Rates des Vereinigten Instituts für Kernforschung in Dubna in der Sowjetunion.
In seinen wissenschaftlichen Arbeiten befasste er sich insbesondere mit Problemen elektrischer Eigenschaften von Dielektrika und Halbleitern.
Nadschakow wurde mit dem Orden Georgi Dimitrow und dem Dimitroffpreis ausgezeichnet.